# Edwin Draughan
Edwin Eugene Draughan (Lakewood, 5 dicembre 1982) è un ex cestista statunitense.

## Palmarès
- Campionato svizzero: 3

Lugano: 2005-06, 2010-11, 2011-12
- Campionato ungherese: 1

Falco K.C. Szombathely: 2007-08
- Coppa di Svizzera: 2

Lugano: 2011, 2012
- Coppa di Lega: 2

Lugano: 2011, 2012